# Katalin Cseh
Pour les articles homonymes, voir Cseh.
Katalin Cseh (née le 29 juin 1988 à Montréal) est une femme politique hongroise née au Canada. Elle est élue députée européenne lors des élections législatives de 2019 en tant que membre du mouvement Momentum. Elle fait partie du groupe Renew Europe. 

## Biographie
Katalin Cseh est née le 29 juin 1988 à Montréal, au Québec. Elle fait ses études secondaires au Lycée Ferenc Toldy à Budapest, en Hongrie,. Elle obtient une licence de médecine à l'université Semmelweis et se spécialisée en gynécologie obstétrique. En 2015, elle obtient une maîtrise en économie, politique et droit de la santé à l'université Érasme de Rotterdam.

## Carrière politique
En 2015, Cseh cofonde le groupe mouvement Momentum avec neuf autres collaborateurs. Le groupe fait campagne contre la décision du gouvernement hongrois de se porter candidat aux Jeux olympiques d'été de 2024. Ils demandent un référendum sur la question et recueillent plus de 266 000 signatures. Cela amène le gouvernement à retirer sa candidature Le mouvement Momentum devient un parti politique centriste en mars 2017. En août 2017, Cseh est nommée au conseil d'administration du parti. Elle est candidate du parti lors des élections législatives hongroises de 2018. Le parti ne remporte aucun siège au parlement et le conseil d'administration (y compris Cseh) démissionne,.

### Parlement européen
Cseh est candidate du mouvement Momentum aux élections législatives européennes de 2019. Elle est en tête de liste de son parti et est élue avec Anna Júlia Donáth,. Au Parlement européen, elle est l'une des huit vice-présidents du groupe politique Renew Europe. Cseh est membre de la Commission de l'industrie, de la recherche et de l'énergie et fait partie de la délégation pour les relations avec les États-Unis. 